# Hogna maderiana
Hogna maderiana là một loài nhện trong họ Lycosidae.
Loài này thuộc chi Hogna. Hogna maderiana được Charles Athanase Walckenaer miêu tả năm 1837.